# Nikolai Iwanowitsch Getman
Nikolai Iwanowitsch Getman (russisch Николай Иванович Гетман, ukrainisch Микола Іванович Ґетьман; * 23. Dezember 1917 in Charkiw; † 29. August 2004 in Orjol) war ein ukrainisch-russischer Maler. Er war von 1946 bis 1953 GULAG-Häftling und leistete Zwangsarbeit in Lagern, die sich in Sibirien und an dem Fluss Kolyma befanden. Er überlebte die dort herrschenden unmenschlichen Arbeitsbedingungen dadurch, dass er Propagandabilder im Auftrag der Lageraufseher herstellte. Er ist einer der wenigen russischen Maler, denen eine künstlerische Verarbeitung des Themas GULAG trotz der Zensur durch die sowjetische Staatssicherheit gelang.

## Leben vor der Verhaftung
Getman hatte eine schwierige Kindheit in der Ukraine und erlebte dort die Hungersnöte von 1921 und 1932 sowie die Folgen der Entkulakisierung. Seine Mutter wurde bereits 1919 Opfer einer Typhusepidemie und er wurde zusammen mit seinen älteren Brüdern allein von seinem Vater großgezogen. Trotz der schwierigen Lebensumstände hatte er die Möglichkeit, seine künstlerische Begabung zu entfalten. Getmans Familie wurde in den 1930er Jahren mehrfach durch Terrormaßnahmen des sowjetischen Inlandsgeheimdienstes OGPU (später NKWD) bedroht. Nach dem Mord an Sergei Mironowitsch Kirow am 1. Dezember 1934 wurde Getmans ältester Bruder Aleksandr am 11. Dezember 1934 in Charkiw hingerichtet. Er war beschuldigt worden, ein „weißer Terrorist“ zu sein. Nikolai Getmans verbliebener Bruder zog daraufhin unter falschem Namen für mehrere Jahre nach Moskau, auch sein Vater änderte seine Identität.
Getman selbst hatte das Glück, nicht persönlich in die Fänge der sowjetischen Staatssicherheit zu geraten und konnte 1937 ein Kunststudium an der Charkiwer Universität beginnen. Dort wurde er stilistisch stark von dem Professor Semjon Markowitsch Prochorow beeinflusst, welcher seinerseits ein Schüler von Ilja Jefimowitsch Repin gewesen war. Prochorow erzählte sehr oft von Repin und prägte Getmans Kunst durch die Wiedergabe des Repinschen Credos: „Die wichtigste Sache in einem Bild ist die Farbe. Nur durch die Benutzung von Farbe kann man dem Betrachter die Stimmung eures Bildes näherbringen. Ohne Farbe gibt es keine Kunst.“ Dieser Einfluss wird bei der Betrachtung der Bilder Getmans deutlich.
1940 wurde Getman zum Wehrdienst in die Rote Armee eingezogen. So war er zum Beginn des Deutsch-Sowjetischen Krieges bereits Soldat. Während des Krieges war er der 24. Sowjetischen Armee zugeteilt. Er erlebte des Kriegsende am Ufer des Balaton und wurde kurze Zeit später von Marschall Tolbuchin als Kunstexperte nach Rumänien geschickt, um ehemals deutsche Beutekunst zu begutachten. Kurz danach wurde er aus der Roten Armee entlassen und kehrte Anfang Oktober 1945 nach Charkiw zurück.

## Zeit als GULAG-Häftling
Am 12. Oktober 1945 wurde Getman verhaftet. Sein Vergehen war, dass er sich mit anderen Künstlern über deutsche Propagandabilder unterhalten hatte, welche er beim Einmarsch in verschiedene Städte gesehen hatte. Darunter befand sich auch ein Wortspiel mit der russischen Abkürzung des offiziellen Staatsnamens der Sowjetunion: Den Buchstaben SSSR waren die Worte "Skoro Smert' Stalinskomu Reshimu" (deutsch.: „Schneller Tod dem Stalin-Regime“) zugeordnet worden. Unglücklicherweise befand sich unter den Gesprächspartnern auch ein Zuträger des NKWD, der die Wiedergabe des staatsfeindlichen Slogans weitermeldete, was zur Verhaftung der gesamten Gruppe führte.
Getman wurde im Januar 1946 zu zehn Jahren GULAG-Haft und fünf Jahren Entzug der Bürgerrechte verurteilt. Kurz darauf wurde er zur Zwangsarbeit nach Sibirien deportiert. Seine Haftzeit verbrachte er in den Lagern Taischetlag (Sibirien) sowie an der Kolyma (Switlag, →Dalstroi). Dort nahm er sich vor, die Schrecken, die er tagtäglich erlebte, in Bildern zu verarbeiten und somit für die Nachwelt zu dokumentieren. Während seiner Haftzeit konnte er jedoch auf keinen Fall derartige Bilder malen, da diese von Lagerverwaltung entdeckt worden wären. Dies hätte mit großer Wahrscheinlichkeit seinen Tod nach sich gezogen. So versuchte er so viele Details wie nur möglich in seinem Gedächtnis zu speichern. Er konnte die Haftzeit nur deshalb überstehen, weil er in den Lagern Propaganda- und unverfängliche Landschaftsbilder für die Lagerverwaltung herstellte. Dadurch befand er sich in einer privilegierten Position und genoss etwas bessere Verpflegung und Unterkunft als die meisten seiner Mithäftlinge. Nach dem Tod Stalins im März 1953 zerfiel das GULAG-Lagersystem rasch, viele Häftlinge wurden entlassen, jedoch nicht freigesprochen bzw. rehabilitiert. Getmans Lagerhaft endete am 30. August 1953.

## Maler in der Sowjetunion
Nach dem Ende seiner Haft konnte Getman nicht nach Charkiw zurückkehren, da ihm immer noch Reisebeschränkungen auferlegt worden waren. Er ließ sich in Jagodnoje, einer kleinen Siedlung in der Oblast Magadan, nieder und begann sofort wieder als Künstler im dortigen „Haus der Kultur“ zu arbeiten. 1956 nahm er an einer großen Ausstellung sibirischer Künstler teil und wurde als 1957 Kandidat für eine Mitgliedschaft in der sowjetischen Künstlervereinigung angenommen. Im April 1963 nahm er am 2. Kongress der sowjetischen Künstlervereinigung in Moskau teil und wurde 1964 Mitglied der Vereinigung. Er war von 1963 bis 1966 Direktor der Sektion Magadan der Kunststiftung der RSFSR. Erst 1969 erlaubte ihm die sowjetische Staatssicherheit, von Jagodnoje in die Oblast-Hauptstadt Magadan umzusiedeln.
Getman war in den 1970er Jahren ein bekannter Künstler in der UdSSR, zusammen mit Künstlern aus der DDR, Bulgarien, Finnland und Holland nahm er an Ausstellungen in Irkutsk, Chabarowsk, Ulan-Ude, Wladiwostok, Orjol, Brjansk, Rjasan, Leningrad und Moskau teil. Seine eigenen Werke wurden in 1972 in Magadan, 1977, 1987 und 1993 in Orjol sowie 1994 in Brjansk gezeigt. 1976 zog Getman nach Orjol und erhielt ein eigenes Atelier von der Union Russischer Künstler.
Erst nach dem Fall des Eisernen Vorhangs wurde Nikolai Getman juristisch vollständig rehabilitiert. Vorher hing ihm wie vielen ehemaligen Lagerinsassen des GULAG das Stigma an, ein verurteilter Verbrecher zu sein.

## Der GULAG Zyklus
Bereits kurz nach seiner Freilassung begann Getman heimlich, seine Erlebnisse in den Lagern in Bildern zu verarbeiten. Er hielt diese Werke streng geheim, sodass nicht einmal seine eigene Frau von Existenz der Bilder wusste. In der Zeitspanne von 1953 bis zum Zeitpunkt der Veröffentlichung schuf Getman 50 Gemälde, welche Motive aus der Zeit seiner Lagerhaft wiedergeben. Bis zum Zeitpunkt des Falls des Eisernen Vorhangs riskierte er damit, erneut verhaftet zu werden, da das Thema strengster Geheimhaltung unterlag. Er hielt es jedoch für seine Pflicht, das Leiden seiner Mithäftlinge für die Nachwelt zu dokumentieren und zumindest eine historische Aufarbeitung der Zeit des GULAG zu ermöglichen.
Gemeinsames Merkmal fast aller Bilder des GULAG Zyklus ist neben ihrer intensiven Farbgebung die direkte, nicht abstrakte Wiedergabe bestimmter Szenen aus dem Alltag der Lager. Getman versuchte dabei in allen Bildern, so viele Details wie möglich aus dem Gedächtnis zu rekonstruieren, was aus diesen beklemmende und verstörende Zeitdokumente werden lässt.
Erst 1989 wagte Getman, seine Bilder anderen Künstlern zu zeigen, denen er vertraute. Deren Reaktion war für ihn schockierend: Diese Sorte Müll bringe ihn ein zweites Mal an die Kolyma und diesmal für immer. Erst 1993 zeigte Getman seine Bilder zum ersten Mal in Orjol einem größeren Publikum, wobei er Unterstützung von Alexander Issajewitsch Solschenizyn erhielt. Getman wurde in der Folgezeit mit der Zerstörung seiner Bilder gedroht, sodass er es für notwendig hielt, diese irgendwo in Europa in Sicherheit zu bringen. Nachdem er mit der Suche nach Unterstützung für dieses Unterfangen begonnen hatte, fand sich die Jamestown Foundation, offiziell eine gemeinnützige Stiftung in den USA, die hauptsächlich auf dem Gebiet der ehemaligen UdSSR tätig ist, bereit, seine Bilder nach Amerika zu bringen. Sie wurden dort 1997 erstmals im US-Kongress in Washington ausgestellt.
Nikolai Getman blieb in der Russischen Föderation. Er starb im Alter von 86 Jahren in Orjol.

## Zitate
"Ich widme meine Sammlung der Erinnerung an jene, die den GULAG überlebt haben und an jene die nicht aus Stalins Lagern zurückkehrten. Zündet zum Gedenken eine Kerze an. Die Lebenden brauchen es mehr als die Toten. Verneigt euch."